# 이타쿠라 가쓰노리
이타쿠라 가쓰노리(일본어: 板倉勝矩, 1742년 6월 16일 ~ 1776년 1월 17일)는 일본 에도 시대의 다이묘로, 후쿠시마번의 7대 번주이다. 관위는 종5위하, 가와치노카미이다. 시게마사 류 이타쿠라 가(重昌流板倉家) 제10대 당주.
간포 2년(1742년), 안나카 번주 이타쿠라 가쓰키요의 다섯째 아들로 태어났다. 안에이 2년(1773년), 선대 번주 이타쿠라 가쓰유키가 갑작스럽게 사망하자 그 양자가 되어 가문을 계승했다. 그러나 가쓰노리도 안에이 4년에 사망하였고, 둘째 아들 가쓰나가가 그 뒤를 이었다.
| 전임 이타쿠라 가쓰유키 | 제7대 후쿠시마번 번주 (이타쿠라 가문) 1773년 ~ 1776년 | 후임 이타쿠라 가쓰나가 |